# Královská společnost malířů portrétů

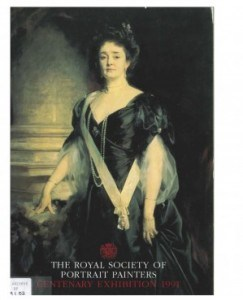
Jubilejní katalog Společnosti

Královská společnost malířů portrétů (The Royal Society of Portrait Painters) je charitativní organizace se sídlem v Carlton House Terrace, SW1, Londýn. Společnost je členem Federace britských umělců. Podporuje portrétní malířství, pořádá každoroční přehlídky portrétů v Mall Galleries otevřené malířům z celého světa a uděluje ocenění.
Po celý rok provozuje zakázkovou službu, která propojuje malíře se zájemci o portrét. Mezi její aktivity patří také workshopy, debaty a přednášky.

## Historie
Královská společnost malířů portrétů byla založena v roce 1891 předními malíři portrétů té doby. Protože nebyli spokojeni s výběrovou politikou Královské akademie pro její každoroční výstavu v Londýně, založili nový spolek, který se měl zabývat výhradně portrétní malbou.
První výstava společnosti se konala v roce 1891. Z katalogu této výstavy vyplývá, že její výbor tehdy tvořili Archibald Stuart-Wortley (předseda), Hon. John Collier, Arthur Hacker, G. P. Jacomb-Hood, S. J. Solomon, James Jebusa Shannon a Hubert Vos. Dalšími uvedenými členy byli Percy Bigland, C. A. Furse, Glazebrook, John McLure Hamilton, Heywood Hardy, Hubert von Herkomer, Henry J. Hudson, Louise Jopling, T. B. Kennington, W. Llewellyn, W. M. Loudan, Arthur Melville, Anna Lea Merrittová, F. M. Skipworth, paní Annie Swynnertonová, W. R. Symonds, Mary Wallerová, Edwin A. Ward, Leslie Ward (známější jako "Spy") a T. Blake Wirgman.
K dalším prvním členům patřili sir John Everett Millais, George Frederick Watts, John Singer Sargent, Augustus John a James McNeill Whistler. Členkami se od samého počátku mohly stát také ženy.
Na korunovační výstavě v roce 1911, která se konala u příležitosti 20. výročí založení společnosti, bylo oznámeno, že král Jiří V. udělil společnosti status královské společnosti, a od té doby se společnost jmenuje Královská společnost malířů portrétů.
Ze dvou velkých každoročních výstav portrétů v zemi je známější ta, která se koná v červnu v Národní portrétní galerii, ale výstava v Královské společnosti je významnou společenskou událostí, protože právě do této společnosti chodí mnoho mocných institucí v zemi, aby si objednaly portréty svých představitelů.

## Aktivity

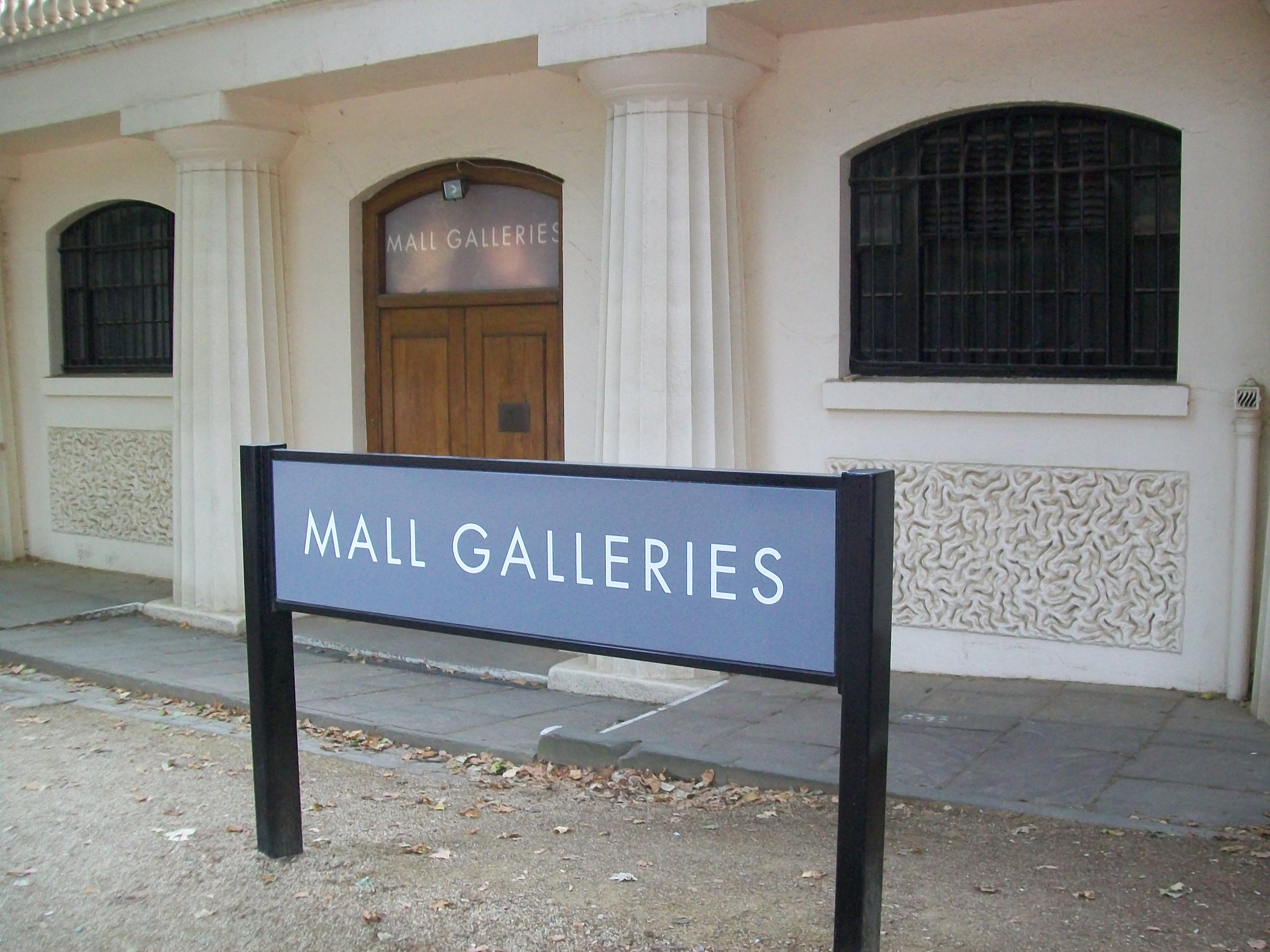
Vstup do Mall Galleries v Londýně

### Portrétní zakázky
Aby podpořila žánr portrétní malby, nabízí službu portrétních zakázek.

### Každoroční výstava
Společnost pořádá výroční výstavu, která se každoročně koná v Mall Galleries, The Mall u Trafalgarského náměstí v Londýně.
Jedná se o největší výstavu současného portrétu ve Velké Británii, na níž se představuje přibližně 200 portrétů. Tvoří ji soubor prací významných členů Společnosti spolu s díly umělců, kteří nejsou členy a kteří úspěšně soutěžili o zařazení na výstavu. Na rozdíl od jiných výstav jsou díla vybírána výhradně malíři portrétů. Cílem výstavy je zahrnout to nejlepší z nejrůznějších stylů v malbě i kresbě.

### Ocenění
Prostřednictvím výroční výstavy je udělováno mnoho cen. Patří mezi ně The William Lock Portrait Prize v hodnotě 20 000 £, Ondaatje Prize for Portraiture (10,000 £ a Zlatá medaile za malbu), RP Award za nejlepší malbu na zadané téma (2 000 £), RP Award za nejlepší malý portrét (2 000 £), Prince of Wales Award for Portrait Drawing (2 000 £), Burke's Peerage Foundation Prize za klasickou malbu (2 000 £), The Laszlo Foundation Prize (3 000 £ a stříbrná medaile) a Smallwood Architects Prize za portrét v architektuře nebo interiéru (1 000 £). Kromě toho společnost uděluje čestné diplomy.

### Sbírka lidových portrétů
Sbírka lidových portrétů ve vlastnictví Společnosti byla založena v roce 2000 jako výstava k miléniu. Jejím záměrem bylo představit obyčejné lidi ze všech společenských vrstev a nabídnout tak obraz Spojeného království na přechodu z 20. do 21. století. Každý portrét věnoval jeden z členů a členové tuto sbírku nadále doplňují.
Sbírka je od roku 2002 umístěna v Girton College (jedné z 31 kolejí, které tvoří univerzitu v Cambridge) jako dlouhodobá zápůjčka a je denně přístupná veřejnosti.

### Vedení Společnosti
Richard Foster PRP (předseda), Simon Davis VPRP RBSA (viceprezident), Melissa Scott-Miller RP NEAC (čestný tajemník), Toby Wiggins RP (čestný archivář), Andrew James RP (čestný pokladník).